# Mwaro (provincie)
Mwaro is na de hoofdstedelijke provincie Bujumbura Mairie en na Muramvya de kleinste van de achttien provincies van Burundi met een oppervlakte van 840 vierkante kilometer. De provincie is centraal gelegen in het land. Anno 1999 werd het inwonersaantal geschat op 230.000. De hoofdstad van de provincie heet eveneens Mwaro. De provincie Mwaro werd in 2000 gecreëerd toen deze werd afgesplitst van Muramvya.

## Grenzen
Mwaro deelt een grens met vier andere provincies van Burundi:
- Muramvya in het noorden.
- Gitega in het oosten.
- Bururi in het zuiden.
- Bujumbura Rural in het westen.

## Communes
De provincie bestaat uit zes gemeenten:
- Bisoro
- Gisozi
- Kayokwe

- Ndava
- Nyabihanga
- Rusaka

Bubanza · Bujumbura Mairie · Bujumbura Rural · Bururi · Cankuzo · Cibitoke · Gitega · Karuzi · Kayanza · Kirundo · Makamba · Muramvya · Muyinga · Mwaro · Ngozi · Rumonge · Rutana · Ruyigi